# 영국 동인도 회사
 잉글랜드 동인도 무역상 연합회사(영어: Governor and Company of Merchants of London Trading into the East Indies (1600년 ~ 1708년), 영어: United Company of Merchants of England Trading to the East Indies (1708년 ~ 1873년)), 흔히 영국 동인도 회사(영어: East India Company, EIC)는 인도양, 동아시아에 대한 모직물 시장 및 향료 획득 등의 독점 무역을 목적으로 세워진 영국의 칙허 회사이다.

## 설립
1595년 네덜란드가 인도 항로로 진출하여 향료 무역을 본격적으로 개시하자, 이에 자극받은 영국 런던의 상인들이 중심이 되어 1600년에 설립되었다. 엘리자베스 1세로부터 특허를 얻어 동인도 지역 무역의 독점권을 얻었다. 처음에는 일항해(一航海)마다의 개별적 기업제(企業制)였는데, 점차 그 폐해가 나타나 1613년 합자(合資) 기업제를 채택함과 동시에 영속적인 조직이 되었다.

## 성장
1656년의 올리버 크롬웰의 항해 조례 개정 이후 있은 뒤에 찰스 2세 시대에 근대식 주식회사로서 확립되었다.
동인도 회사의 활동 범위는 17세기에는 아프리카에서 일본에까지 미쳤는데, 주요 사업은 향료 무역이었다. 그러나 네덜란드 동인도 회사와 격렬한 투쟁을 벌인 결과 이에 패배하여 17세기말까지는 인도로 후퇴하게 되어, 봄베이로부터 캘커타에 이르는 서부 인도의 해안선을 지배하에 두었다.(이와 관련된 내용은 영국의 작가 가일스 밀턴의 저서인 《향료전쟁》에 자세히 나와있다.)
그로부터 회사는 인도의 면직물 수입을 주력 사업으로 삼았고, 원료를 확보하기 위하여 원주민 생산자에게 경제 이외 강제를 가하였다. 회사는 단순한 기업에 그치지 않고, 내륙 지방에 대한 토지와 주민의 지배를 확대하고, 1765년 토지세로 대표되는 벵골 지방의 조세 징수권을 무굴 제국 황제로부터 양도받으면서 벵골의 토지 소유자가 되어 인도의 정치 권력자·영토 지배자로 탈바꿈하게 되었다.
초창기 영국 동인도회사는 전쟁보다 무역 자체에서 이윤을 창출하는 데 더 많은 관심을 두었다. 1600년 설립된 이후 1세기 동안 이사회는 "우리의 사업은 전쟁이 아닌 무역이다"라고 강조했다. 영국 동인도회사는 충돌을 피하기 위해 인도와의 무역에 주력했는데, 특히 인도에서 가장 세력이 약하고 유럽의 경쟁국들이 가장 적었던 벵골과 마드라스가 주요한 활동지역이었다. 그러나 17세기 후반 프랑스가 인근 지역에 요새를 구축하면서 그들은 전략을 바꾸기 시작했다. 유럽에서 한창 전쟁을 벌이던 영국과 프랑스는 인도에서도 무력으로 충돌했다. 프랑스는 세포이로 알려진 인도 병사들을 정규군으로 수용하여 전투능력을 증대하면서 영국보다 우위를 점했다. 1750년대 영국 동인도회사도 세포이를 수용했고 7년 전쟁이 벌어지기 전날 두 나라는 각각 10,000명에 달하는 무장한 병력 - 대부분 인도인들이었다 - 을 인도해안에 배치했다.

### 청나라 진출
청나라에 관심을 가지던 영국은 본격적으로 진출하기 위해 1759년 영국 동인도 회사는 직원을 베이징으로 보내 개항을 요구하였고 건륭제(재위: 1735년 ~ 1796년)는 이를 허락하였으나 갑자기 이를 거절하고 대외 무역 규제를 대폭 강화하였다. 또한 영국인들이 주로 활동하고 있던 주산(舟山)과 하문(아모이)의 항을 폐항하고 광주항만 개항을 허락하였다. 추가로 건륭제는 영국을 포함한 유럽 상인들은 반드시 공행(公行)과만 매매를 하도록 규정하고 그 시기도 10월부터 이듬해 3월까지로 엄격하게 설정하였다. 1780년대부터 청나라와 영국 동인도 회사는 무역을 하게 된다. 영국 동인도 회사는 광둥 무역에서 절대적 우위를 차지하여 중국으로부터 차, 도자기, 목면 등을 수입하고 영국의 모직물, 면직물 등을 수출했다. 그런데, 청나라 조정에서는 공행(서양 물품을 취급하는 양행 상인들의 조직) 관세를 자의적으로 부과하였고 외국상인의 무역을 제한했다. 또한, 무역 기간이나 물품도 통제하여 유럽 상인들이 별다른 수입을 올리지 못하였다.

## 해산
1680년대 찰스 2세가 회사에 대하여 징병권, 사관임명권, 교전권(交戰權) 등을 부여함으로써 권력이 보강되었다. 경쟁 상대인 신동인도 회사를 합병하고, 로버트 클라이브가 1757년에 플라시 전투에서 프랑스 동인도 회사에 승리하면서 18세기 중엽에는 인도에서 독자적인 지위가 확립되었다.
그러나 본국에서는 회사의 전제와 독점이 비난의 대상이 되어 인도의 행정은 점차 본국 의회의 감독하에 들어갔다. 1814년의 인도 무역의 독점 폐지, 차(茶) 무역의 독점 폐지, 인도 회사령(會社領)의 국왕에 이양 등으로 그 사명은 사실상 종결되었다. 1832년 2월 26일, 동인도 회사는 광주(廣州)에 와 있던 영국인 간첩 휴 해밀튼 린제이에 염탐을 시켰다. 그는 로드 애머스트(Lord Amherst)호의 선주를 사칭하고, 카를 귀츨라프와 함께 광동 이북에서의 무역 확장을 타진하기 위해서라는 구실로, 남오(南澳), 하문(廈門), 복주(福州), 영파(寧波), 상해(上海), 위해(威海) 등 항구를 돌아다니며 지형을 측량 및 제도하고, 정치·경제·군사 정보를 수집하여 영국의 외무대신 헨리 존 템플에게 건네주었다. 7월 22일(음력 6월 25일)에 이 배는 공충도 홍주의 고대도(古代島) 뒷바다에 나타났다. 이 배의 선원들과 홍주 목사(洪州牧使) 이민회(李敏會)와 수군 우후(水軍虞候) 김형수(金瑩綬)는 한자문으로 문답을 나누었다. 1857년에 세포이 항쟁이 일어나자, 영국 정부는 그 책임을 물어 회사 운영을 정지시켰고, 인도 통치의 기능을 모두 빅토리아 여왕에게 헌납하도록 한 다음, 동인도 회사를 1874년에 해산했다.

## 참고 문헌
- 이 문서에는 다음커뮤니케이션(현 카카오)에서 GFDL 또는 CC-SA 라이선스로 배포한 글로벌 세계대백과사전의 내용을 기초로 작성된 글이 포함되어 있습니다.
- 서중약 (Jun., 1954). “THE SECRET MISSION OF THE LORD AMHERST ON THE CHINA COAST, 1832”. 《Harvard Journal of Asiatic Studies》. Vol. 17 (No. 1/2).

## 같이 보기
- 레드 드래곤호(영어판)
- 네덜란드 동인도 회사